# Ba Bể (xã)
Ba Bể là một xã của tỉnh Thái Nguyên, Việt Nam.

## Địa lý
Xã Ba Bể có vị trí địa lý:
- Phía đông giáp xã Chợ Rã
- Phía tây giáp tỉnh Tuyên Quang
- Phía nam giáp xã Nam Cường và xã Đồng Phúc
- Phía bắc giáp xã Cao Minh.

Xã Ba Bể có diện tích 148,08 km², dân số năm 2025 là 14.507 người.

## Lịch sử
Tháng 6 năm 2025, xã Ba Bể được thành lập trên cơ sở nhập toàn bộ diện tích tự nhiên, quy mô dân số của xã Cao Thượng (diện tích tự nhiên là 39,25 km², dân số là 4.416 người), xã Nam Mẫu (diện tích tự nhiên là 64,46 km², dân số là 2.717 người) và xã Khang Ninh (diện tích tự nhiên là 44,37 km², dân số là 4.640 người) của huyện Ba Bể. Trụ sở làm việc của xã Ba Bể nằm tại xã Khang Ninh cũ.

## Hành chính
Đến năm 2019, xã Khang Ninh có các thôn Nà Làng, Bản Nản, Pác Nghè
Nà Niểm, Bản Vài, Nà Kiêng, Nà Mằm, Khau Ban, Nà Mơ, Nà Cọ, Nà Niềng, Củm Pán, Khuổi Luông, Đồn Đèn, Nà Hàn.
Xã Cao Thượng có các thôn Bản Cám, Nà Sliến, Nặm Cắm, Bản Cải, Khuổi Tầu, Khuổi Tăng, Ngạm Khét, Tọt Còn, Khuổi Hao.
Xã Nam Mẫu có các thôn Pác Ngòi, Bản Cám, Bó Lù, Cốc Tộc, Khâu Qua, Nặm Dài, Nà Nghè, Đán Mẩy, Nà Phại.